# Ульяновщина (Ленінградська область)
Ульяновщина (рос. Ульяновщина) — присілок Бокситогорського району Ленінградської області Росії. Входить до складу Великодвірського сільського поселення.
Населення — 10 осіб (2012 рік). 